# الیور هادسون
الیور هادسون (انگلیسی: Oliver Hudson؛ زادهٔ ۷ سپتامبر ۱۹۷۶) یک هنرپیشه، و بازیگر سینما اهل ایالات متحده آمریکا است. وی از سال ۱۹۹۹ میلادی تاکنون مشغول فعالیت بوده‌است.
از فیلم‌ها یا برنامه‌های تلویزیونی که وی در آن نقش داشته است می‌توان به قواعد نامزدی، بهترین دوست جدید، ماجراهای کریسمس و غریبه‌ها در شهر اشاره کرد.